# Santiurde de Toranzo
Santiurde de Toranzo è un comune spagnolo di 1 485 abitanti situato nella comunità autonoma della Cantabria, comarca di Valles Pasiegos.
Il territorio comunale, attraversato dal fiume Pas che forma la Valle de Toranzo, è composto da nove centri abitati: Acereda, Bárcena, Iruz, Pando, Penilla, San Martín, Santiurde de Toranzo (capoluogo), Vejorís e Villasevil. Il capoluogo si trova a 32 km da Santander sulla strada che unisce la Meseta castigliana al mare.
La sua economia è basata essenzialmente sull'agricoltura, l'allevamento del bestiame e il turismo.

## Storia
Le prime testimonianze storiche sui centri della Valle de Toranzo risalgono al X secolo ed emergono da documenti relativi a donazioni ed eredità in favore di chiese o dell'abazia, poi Collegiata, di Santillana del Mar. Questi paesi appartenevano al realengo cioè erano di proprietà del demanio reale che esercitava i suoi poteri con i corregidores, governatori del re, lasciando però ai paesi forme di autogoverno e statuto di "città libere". Il sorgere del feudalesimo ruppe questo stato di equilibrio fra potere reale e libertà dei cittadini, con la concessione a famiglie nobili da parte del sovrano di "signorie" su alcune località come atto di riconoscenza e generosità o in cambio di prestazioni ricevute dal re. I signori instaurarono generalmente poteri assolutistici negando ogni potestà di autogoverno ai cittadini. Il re Giovanni II nella prima metà del XV secolo cedette alla famiglia dei Manrique la signoria su gran parte del territorio delle Valli suscitando l'opposizione degli abitanti e scatenando lotte fra le varie famiglie nobili per il predominio del territorio; in particolare a Santiurde ai Manrique si opposero i Villegas. I Consigli dei paesi delle valli, riuniti nella Merindad de los Valles, protestarono presentando una petizione al re cui non fu data risposta, iniziò allora dal 1439 il cosiddetto Pleito de los Valles, processo legale delle Valli contro i Signori che durò oltre cento anni e terminò con la sentenza da parte della Real Chancilleria de Valladolid di riconoscimento dei diritti delle comunità delle valli che rifondarono i loro organi di autogoverno e le loro municipalità libere. Le signorie continuarono ad esistere e, pur con quale limitazione, rimasero in vita fino alla fine del XVIII secolo e alla prima metà del XIX quando in Spagna fu abolito legalmente il sistema feudale e l'istituto della "manomorta".
Nel 1497 a Santiurde nella chiesa di Santa Cecilia si celebrò il matrimonio fra Giovanni di Trastámara figlio dei Re Cattolici e l'arciduchessa Margherita d'Asburgo sorella di Filippo il Bello, primo atto di quel avvicinamento fra le famiglie reali spagnola e austriaca che culminerà con Carlo V dopo non molti anni all'instaurarsi degli Absburgo sul regno di Spagna. Organizzatore e anfitrione delle nozze fu Pedro Ruiz de Villegas con l'intento evidente di acquisire meriti presso la famiglia reale e riceverne l'appoggio nella contesa che durava da anni con i Manrique per il dominio delle Valli.
Con la riforma amministrativa della Spagna del 1835 il comune di Santiurde fu costituito formalmente e legalmente e incorporato nella provincia di Cantabria.

## Monumenti e luoghi d'interesse
- Iglesia de Santa Cecilia de Villasevil, chiesa del XIII secolo, riformata nei secoli successivi. È dichiarata Bien de Interés Cultural.
- Iglesia de l'Asuncion, del XIII secolo riformata nel XVII.
- Monasterio franciscano de Soto, nella frazione comunale di Iruz, fondato nel 734 come ospedale poi trasformato in complesso conventuale. La chiesa risale al 1574 e la costruzione del complesso si protrasse fino al XVIII secolo. È sormontata da un'alta torre ottagonale sulla cui sommità s'innalza una costruzione cilindrica visibile da tutta la valle. Presso il convento c'è anche una piccola chiesa romanica.
- Iglesia de San Andrés, del XVII secolo.
- Torre de Bustillo, di origine medievale, danneggiata durante il Pleito de los Valles  e ricostruita nel XVII secolo.
- Casa de Vargas, del XVII secolo
- Torre Fortaleza, dei Villegas simbolo del loro potere, edificio di tre piani costruito in pietra con scudo gentilizio della famiglia sulla facciata.

In tutti i centri esistono poi delle Casonas, complessi di edifici di famiglie signorili generalmente con funzioni oltre che di abitazione anche di fattoria del podere su cui sorgono.

## Feste
- San Isidro Labrador, il 15 maggio. El Carmen il 16 luglio.
- San Agustin, nella località di Villasevil il 28 agosto.
- Feria de exposicion del ganado frixon, cioè fiera dell'esposizione di bestiame della razza frisona, nello stesso 28 agosto.

Esistono poi in date diverse le feste patronali nelle varie parrocchie.